# 聖母の園養老院火災
聖母の園養老院火災（せいぼのそのようろういんかさい）とは、1955年2月17日、神奈川県横浜市戸塚区原宿町で起きた火災。

## 聖母の園
聖母の園養老院は、カトリック教会の社会福祉法人聖母会が、横浜市戸塚区原宿町の国道1号沿いにあった元海軍衛生学校の建物を駐留米軍から1946年3月に譲り受けて開設。その後、同年6月には神奈川県から正式に養護施設として認可を受けて運営していた。なお、同敷地内には養老院の他に修道院と聖堂も開設されていた。
収容者は、戦災などで身寄りをなくした60歳以上の老女たちで、老衰や病気でほとんど腰が立たず、生活保護を受けているものが多かった。当時143人の老女が老朽化した木造2階建ての、非常口も少なく火災対策もほとんどなされていない建物に収容されていた。

## 火事のあらまし
1955年2月17日午前4時34分ごろ、老女の捨てた懐炉の灰の不始末（漏電説、およびタバコの火の不始末説もあり）により養老院1階「ペテロの間」から出火。消防と警察およそ200人が消火にあたったが、木造2階建て（延べおよそ800坪）と修道院聖堂（およそ70坪）、肥料小屋1棟を全焼し、午前6時15分頃に鎮火した。
この火事で、収容中の老女143名（うち4名は出火当日は不在）のうち職員2人を含む計99人が焼死、8人が負傷する大惨事となった。これは戦後の建物火災では1972年千日デパートビル火災、1973年大洋デパート火災に次ぐ犠牲者数であり、非商業施設としては最多である。
この建物は開業当初より燃えやすく老朽化した木造建築であることが問題となっていたが、経営状態から来る資金不足のため改築や新築など抜本的な対策が出来ない状態のまま、火災の前年にやっと消火器を何本か設置する程度の対応しか取ることができなかったという。
被害が大きくなった原因として、そのような建物の状況や火災対策の不備に加え、付近の水利が悪かったこと（そのため、消防ポンプ車はおよそ1キロメートル先の国立横浜病院の貯水池から消火用水を取らざるを得なかった）、収容者が就寝中でしかも足腰の立たない高齢者がほとんどであり、自力での避難が困難だったことなどがあげられる。

## 火事のその後
火災発生当時、院長の一杉満枝（当時43歳）はバチカンで開催されたカトリック教会の式典に日本代表として出席するためローマへ出張中で不在にしていた。そして2日後の2月19日に横浜港に帰国した時に初めてこの悲報を知り愕然としていたという。
死者数の内訳は入所者95名、職員2名、不明者2名の合計99名で、不明者2名は入所者の親族などが無届で泊まりに来ていたものと警察では推察したが現在に至るも2名の身元は不明のままである。なお、この死者数の特定には時間がかかり警察が発表したのは火災発生から4日後の2月21日になってからだった。
国家消防本部（現在の総務省消防庁）は火災の翌日、通達で社会福祉施設の速やかな耐火構造化の方針を示したが、耐火新設や改修などに国の補助がついたのは8年後のことである。
犠牲者の追悼ミサ（合同慰霊祭）は、同年2月23日に藤沢市片瀬の湘南白百合学園で行われた。ローマ法王使節をはじめとした約1000人の参列があったほか、昭和天皇・香淳皇后からは生花が下賜された。
焼け落ちた養老院はその年の11月に鉄筋ブロック平屋建てで再建され、建て直しを経て現在も同じ地に聖母の園老人ホームや修道院、保育園、医院を併設して存在する。

## その他
犠牲者の1人に、イタリアの作曲家ジャコモ・プッチーニと親交があり、有名なオペラ「蝶々夫人」の制作に協力した功績のある大山綱介元イタリア公使夫人の大山久子（当時85歳）がいる。偶然にも2月17日は「蝶々夫人」が初演された日と同じ日（1904年）であり、中井英夫の『虚無への供物』では大山と養老院火災のエピソードが引用されている。